# 나자린
《나자린》(Nazarin)은 멕시코에서 제작된 루이스 부뉴엘 감독의 1959년 드라마 영화이다. 프란시스코 라발 등이 주연으로 출연하였다. 1959년 칸 영화제에서 국제상을 수상하였으며 제32회 아카데미상의 아카데미 국제영화상에 멕시코를 대표하여 출품되었으나 후보로 지명받지는 못했다.

## 출연

### 주연
- 프란시스코 라발

### 조연
- 헤수스 페르난데즈
- 루이스 아세베스 카스타네다
- 오펠리아 귈마인
- 노에 무라야마
- 안토니오 브라보
- 아다 카라스코
- 루프 카릴즈

## 기타
- 미술: 에드워드 피츠제럴드

## 같이 보기
- 제32회 아카데미상 외국어영화상 출품작 목록